# La Piarre
La Piarre település Franciaországban, Hautes-Alpes megyében. Lakosainak száma 85 fő (2022. január 1.). La Piarre Aspremont, L’Épine, Saint-Pierre-d’Argençon, Sigottier, La Bâtie-des-Fonds és Valdrôme községekkel határos.

## Népesség
A település népességének változása:
| Lakosok száma | 77   | 61   | 57   | 88   | 88   | 90   | 93   | 93   | 91   | 85   |
|               | 1968 | 1982 | 1990 | 2006 | 2013 | 2015 | 2017 | 2019 | 2020 | 2022 |